# Cirurgião-de-mancha-laranja
O cirurgião-de-mancha-laranja (Acanthurus olivaceus), é uma espécie de peixe-cirurgião nativo do Oceano Pacífico. Assim como os outros peixes-cirurgiões, essa espécie possui um espinho em seu pedúnculo caudal que possui uma toxina, característica típica desses peixes, quando se sentem ameaçados, eles expõem o espinho e ficam em modo de defesa, se o predador resolver atacar, o peixe-cirurgião esfrega seu espinho na pele do predador, causando um ferimento, o que faz o predador ser afugentado.
Essa espécie é nativa do Oceano Pacífico, podendo ser encontrado no Havaí para o arquipélago de Tuamotu, na Polinésia Francesa para a Ilha de Lord Howe e na costa da Austrália até as Ilhas Marshall e Fiji.